# Sitra Ahra
Albums de Therion
The Miskolc Experience
(2009) Les Fleurs du Mal
(2012)
Sitra Ahra est le quatorzième album du groupe suédois de death metal symphonique Therion, publié le 17 septembre 2010 par Nuclear Blast.

## Liste des chansons
Toute la musique est composée par Christofer Johnsson.
| No  | Titre                                        | Durée |
| --- | -------------------------------------------- | ----- |
| 1.  | Introduction/Sitra Ahra                      | 5:24  |
| 2.  | Kings of Edom                                | 8:51  |
| 3.  | Unguentum Sabbati                            | 5:09  |
| 4.  | Land of Canaan                               | 10:32 |
| 5.  | Hellequin                                    | 5:18  |
| 6.  | 2012: Return of the Feathered Serpent        | 4:16  |
| 7.  | Cú Chulainn                                  | 4:16  |
| 8.  | Kali Yuga Part 3: Autumn of the Aeons        | 3:41  |
| 9.  | The Shells Are Open                          | 3:44  |
| 10. | Din                                          | 2:37  |
| 11. | Children of the Stone: After the Inquisition | 7:22  |